# Jakub Murias
Jakub Murias (Rzeszów, 20 marzo 1998) è un ciclista su strada polacco che corre per il Voster ATS Team.

## Piazzamenti

### Competizioni mondiali
- Campionati del mondo

Innsbruck 2018 - In linea Under-23: ritirato

### Competizioni europee
- Campionati europei

Zlín 2018 - In linea Under-23: ritirato
Alkmaar 2019 - In linea Under-23: 51º
Plouay 2020 - In linea Under-23: 37º